# Anania taitensis
Anania taitensis là một loài bướm đêm trong họ Crambidae.